# Georges Leyguesklasse
De Georges Leyguesklasse of F70 ASM is een klasse van zeven fregatten bij de Franse marine. De afkorting "ASM" staat voor Anti-Sous Marine, dus deze schepen zijn speciaal uitgerust voor de strijd tegen onderzeeërs.
Dit type fregat wordt ingezet voor prioritaire missies, het bewaken van de grenzen van de Franse territoriale wateren en publieke missies zoals onderzoek van scheepswrakken. Te beginnen in 2012 werden ze vervangen door de fregatten van de Aquitaineklasse.

## Uitrusting
De F70 is uitgerust met drie sonars voor het opsporen van onderzeeërs. Eén gewone, een dieptesonar (tot 700 m) en een sonar voor zeer lage frequenties.
Verder is de F70 voorzien van vier typen radar. Eén lucht- en oppervlakte radar voor vliegtuigen en andere schepen, een navigatierader, een radar voor hulp bij het aanleggen en een artillerieradar voor de wapens.
Voor verzending van informatie worden een Syracuse- en een Inmarsatsatelliet gebruikt.
Er zijn ook een radardetector en een radio-onderschepper voorzien.

## Bewapening
- L5- en MK46-torpedo's.
- MM40 Exocet-antischeepsraketten en luchtdoelraketten.
- Eén 100 mm geschuttoren.
- Twee 20 mm-kanonnen.

Het fregat kan twee Westland Lynx-helikopters meevoeren, die een zelfstandig wapensysteem vormen (wapens, radar). Op het achtersteven is een landingpad voor helikopters aanwezig.

## Schepen
- Georges Leygues (D640)
- Dupleix (D641)
- Montcalm (D642)
- Jean de Vienne (D643)
- Primauguet (D644)
- La Motte-Picquet (D645)
- Latouche-Tréville (D646)